# Johanssoniella acetosae
Johanssoniella acetosae är en fjärilsart som beskrevs av Henry Tibbats Stainton 1854. Johanssoniella acetosae ingår i släktet Johanssoniella och familjen dvärgmalar. Inga underarter finns listade i Catalogue of Life.